# Unione Sportiva Catanzaro 2004-2005
Questa pagina raccoglie i dati riguardanti l'Unione Sportiva Catanzaro nelle competizioni ufficiali della stagione 2004-2005.

## Stagione
La stagione 2004-2005, quella del tanto atteso ritorno in Serie B dopo quattordici anni, è iniziata con grandi auspici per i tifosi giallorossi. Sono stati acquistati diversi calciatori di categoria, quali Julio Cesar Leon, Fabrizio Cammarata, Emanuele Manitta, Mauro Bonomi, Antonio Nocerino, Davide Micillo, Sergio Campolo, Gianluca Grava, e, soprattutto, Benito Carbone. Tuttavia, il campionato è stato sin dall'inizio in salita per i giallorossi, e non sono bastati l'alternarsi di tre allenatori, oltre a Piero Braglia, che la scorsa stagione ha riportato il Catanzaro in Serie B, anche Luigi Cagni e Bruno Bolchi, per tentare di evitare la retrocessione in C1. La squadra giallorossa ha chiuso il girone di andata al penultimo posto con 17 punti, nel girone di ritorno ha fatto peggio di tutti con solo 9 punti raccolti, chiudendo il torneo mestamente all'ultimo posto, ottenendo però a stagione finita, un ripescaggio insperato per la stagione successiva, sempre in Serie B. Miglior marcatore stagionale Giorgio Corona autore di 14 reti, delle quali una in Coppa Italia e 13 in campionato. Nella Coppa Italia il Catanzaro ad agosto disputa il settimo girone di qualificazione, rimediando un solo pareggio, nel girone che ha promosso la Salernitana al secondo turno.

## Divise e sponsor
Lo sponsor tecnico, per la stagione 2004-2005, è Asics mentre gli sponsor ufficiali sono Guglielmo Caffè e Catanzaro città tra due mari.
| Casa | Trasferta | Terza divisa |

## Organigramma societario[3]
Area direttiva
- Presidente: dott. Claudio Parente

Ufficio stampa
- Capo ufficio stampa: Mario Mirabello

Area organizzativa
- Segretario generale: Francesco Iacopino
- Segreteria: Luciano Sacco
- Segreteria: Pina Sergio

Area tecnica
- Allenatore: Piero Braglia, poi Luigi Cagni, poi Bruno Bolchi

## Rosa
| N. |                   | Ruolo | Calciatore           |
| -- | ----------------- | ----- | -------------------- |
| 1  | Italia (bandiera) | P     | Silvio Lafuenti      |
| 2  | Italia (bandiera) | A     | Pasquale Luiso       |
| 2  | Italia (bandiera) | D     | Nicola Diliso        |
| 3  | Italia (bandiera) | D     | Nicola Ascoli        |
| 4  | Italia (bandiera) | C     | Mauro Briano         |
| 4  | Italia (bandiera) | C     | Antonio La Fortezza  |
| 5  | Italia (bandiera) | D     | Gianluca Zattarin    |
| 5  | Italia (bandiera) | C     | Cristian Agnelli     |
| 6  | Italia (bandiera) | D     | Ivano Pastore        |
| 7  | Italia (bandiera) | D     | Tommaso Dei          |
| 8  | Italia (bandiera) | C     | Fabrizio Ferrigno    |
| 9  | Italia (bandiera) | A     | Giorgio Corona       |
| 10 | Italia (bandiera) | A     | Benito Carbone       |
| 11 | Italia (bandiera) | A     | Fabrizio Cammarata   |
| 12 | Italia (bandiera) | P     | Salvatore D'Urso     |
| 13 | Italia (bandiera) | D     | Gianluca Grava       |
| 14 | Italia (bandiera) | C     | Domenico De Simone   |
| 15 | Italia (bandiera) | D     | Alessandro Dal Canto |
| 16 | Italia (bandiera) | C     | Francesco Corapi     |
| 17 | Italia (bandiera) | A     | Francesco Piemontese |
| 17 | Italia (bandiera) | C     | Salvatore Miceli     |
| 18 | Italia (bandiera) | D     | Antonio Vanacore     |
| 19 | Italia (bandiera) | D     | Luca Pierotti        |
| 20 | Italia (bandiera) | A     | Antonio Morello      |
| 21 | Italia (bandiera) | C     | Sergio Campolo       |
| 22 | Italia (bandiera) | P     | Luca Gentili         |
| 23 | Italia (bandiera) | D     | Giovanni Caterino    |

| N. |                      | Ruolo | Calciatore          |
| -- | -------------------- | ----- | ------------------- |
| 24 | Italia (bandiera)    | D     | Andrea Vatalaro     |
| 25 | Italia (bandiera)    | A     | Cristian Biancone   |
| 26 | Italia (bandiera)    | A     | Evangelista Cunzi   |
| 27 | Honduras (bandiera)  | C     | Julio César de León |
| 28 | Italia (bandiera)    | D     | Salvatore Monaco    |
| 28 | Argentina (bandiera) | C     | Braian Robert       |
| 29 | Italia (bandiera)    | C     | Andrea Ottonello    |
| 30 | Italia (bandiera)    | C     | Mario Alfieri       |
| 30 | Italia (bandiera)    | P     | Davide Micillo      |
| 31 | Italia (bandiera)    | A     | Antonio Arcadio     |
| 32 | Italia (bandiera)    | C     | Michele Andrisani   |
| 33 | Italia (bandiera)    | D     | Marco Criniti       |
| 34 | Italia (bandiera)    | C     | Antonio Salomone    |
| 35 | Italia (bandiera)    | C     | Pasquale Talarico   |
| 36 | Italia (bandiera)    | D     | Nicodemo Caroleo    |
| 37 | Italia (bandiera)    | C     | Carlo Mauro         |
| 38 | Italia (bandiera)    | D     | Benigno Mancuso     |
| 39 | Italia (bandiera)    | D     | Mariano Scalercio   |
| 50 | Italia (bandiera)    | A     | Davide Corapi       |
| 59 | Italia (bandiera)    | D     | Amedeo Mangone      |
| 70 | Italia (bandiera)    | P     | Claudio Palumbo     |
| 77 | Italia (bandiera)    | P     | Emanuele Manitta    |
| 78 | Italia (bandiera)    | D     | Giovanni Morabito   |
| 81 | Italia (bandiera)    | C     | Salvatore Vicari    |
| 85 | Italia (bandiera)    | C     | Antonio Nocerino    |
| 91 | Italia (bandiera)    | D     | Mauro Bonomi        |
| 99 | Albania (bandiera)   | A     | Florian Myrtaj      |

## Risultati

### Campionato

#### Girone di andata
| Arbitro: | Tagliavento (Terni) |

|                           |           |                   |
| Corona 13’ B. Carbone 73’ | Marcatori | 40’ (rig.) Carrus |

| Arbitro: | Carlucci (Molfetta) |

|              |           |  |
| Pecorari 25’ | Marcatori |  |

| Arbitro: | Cassarà (Palermo) |

|                                         |           |                                               |
| Corona 22’ (rig.) B. Carbone 54’ (rig.) | Marcatori | 18’ Manfredini 59’ (rig.) E. Baggio 61’ Bruno |

| Arbitro: | P.S. Mazzoleni (Bergamo) |

|                |           |  |
| Colacone 45+1’ | Marcatori |  |

| Arbitro: | Banti (Livorno) |

|                       |           |                            |
| León 20’ Zattarin 35’ | Marcatori | 51’ Vantaggiato 75’ Cevoli |

| Arbitro: | Preschern (Mestre) |

|               |           |                    |
| Possanzini 6’ | Marcatori | 78’ (aut.) Minelli |

| Arbitro: | Nucini (Bergamo) |

|                                         |           |  |
| B. Carbone 25’ Cammarata 33’ Corona 55’ | Marcatori |  |

| Arbitro: | De Santis (Roma) |

|                         |           |                |
| Campagnaro 53’ Pepe 64’ | Marcatori | 90+2’ Biancone |

| Arbitro: | Romeo (Verona) |

|                               |           |               |
| A. Morello 43’ B. Carbone 51’ | Marcatori | 90+5’ Asamoah |

| Arbitro: | Banti (Livorno) |

|                          |           |            |
| Pestrin 22’ Bernacci 56’ | Marcatori | 16’ Corona |

| Catanzaro 30 ottobre 2004, ore 20:30 11ª giornata | Catanzaro         | 0 – 0 | Venezia | Stadio Nicola Ceravolo\| Arbitro: \| Cruciani (Pesaro) \| |
| Arbitro:                                          | Cruciani (Pesaro) |       |         |                                                           |

| Arbitro: | Pantana (Macerata) |

|                                                 |           |  |
| Schwoch 23’, 31’ (rig.), 61’ Margiotta 33’, 41’ | Marcatori |  |

| Arbitro: | De Marco (Chiavari) |

|             |           |  |
| Arcadio 45’ | Marcatori |  |

| Arbitro: | Pantana (Macerata) |

|                      |           |             |
| Alfieri 90+5’ (rig.) | Marcatori | 86’ Spinesi |

| Arbitro: | Castellani (Verona) |

|                            |           |  |
| Tavano 54’ (rig.) Lodi 61’ | Marcatori |  |

| Arbitro: | Giannoccaro (Lecce) |

|                |           |                                            |
| B. Carbone 65’ | Marcatori | 24’ Do Prado 27’ G. Delvecchio 55’ Mascara |

| Arbitro: | Romeo (Verona) |

|                                              |           |  |
| Mudingayi 22’ Pinga 67’ Marazzina 73’ (rig.) | Marcatori |  |

| Arbitro: | Brighi (Cesena) |

|                            |           |  |
| Barreto 66’ Dall'Acqua 87’ | Marcatori |  |

| Arbitro: | Messina (Bergamo) |

|            |           |                |
| Miceli 41’ | Marcatori | 90+2’ Stellini |

| Arbitro: | Pantana (Macerata) |

|                                      |           |            |
| Papa Waigo 39’, 88’ Bogdani 41’, 70’ | Marcatori | 69’ Vicari |

| Arbitro: | Stefanini (Prato) |

|            |           |                                      |
| Miceli 58’ | Marcatori | 6’, 32’ Frick 11’ Jimenez 60’ Kharja |

#### Girone di ritorno
| Arbitro: | Brighi (Cesena) |

|               |           |            |
| Santoruvo 86’ | Marcatori | 34’ Myrtaj |

| Arbitro: | Rocchi (Firenze) |

|            |           |  |
| Myrtaj 28’ | Marcatori |  |

| Arbitro: | Romeo (Verona) |

|                       |           |  |
| Padalino 12’ Jeda 38’ | Marcatori |  |

| Arbitro: | P.S. Mazzoleni (Bergamo) |

|                             |           |                                  |
| Bryan Robert 71’ Myrtaj 73’ | Marcatori | 35’ Cudini 50’ Colacone 81’ Fini |

| Arbitro: | Saccani (Mantova) |

|                            |           |  |
| Konko 3’, 90’ N. Russo 50’ | Marcatori |  |

| Arbitro: | Cassarà (Palermo) |

|  |           |             |
|  | Marcatori | 40’ Araboni |

| Salerno 27 febbraio 2005, ore 15:00 28ª giornata | Salernitana         | 0 – 0 | Catanzaro | Stadio Arechi\| Arbitro: \| De Marco (Chiavari) \| |
| Arbitro:                                         | De Marco (Chiavari) |       |           |                                                    |

| Arbitro: | Castellani (Verona) |

|                |           |                                    |
| B. Carbone 20’ | Marcatori | 42’ Masiello 51’ Beghetto 61’ Pepe |

| Arbitro: | Tagliavento (Terni) |

|                                |           |  |
| Graffiedi 37’ Tisci 44’ (rig.) | Marcatori |  |

| Arbitro: | Rocchi (Firenze) |

|                              |           |                         |
| Ascoli 42’ Corona 48’ (rig.) | Marcatori | 2’ Piccoli 69’ Salvetti |

| Arbitro: | Nucini (Bergamo) |

|                             |           |  |
| Oliveira 4’ M. Esposito 64’ | Marcatori |  |

| Arbitro: | Carlucci (Molfetta) |

|                   |           |             |
| Corona 43’ (rig.) | Marcatori | 90’ Fissore |

| Arbitro: | Banti (Livorno) |

|                              |           |                       |
| Terra 19’ Giampaolo 57’, 87’ | Marcatori | 70’ Corona 72’ Ascoli |

| Arbitro: | Girardi (San Donà di Piave) |

|                              |           |                |
| Vigna 18’ Spinesi 23’ (rig.) | Marcatori | 32’ B. Carbone |

| Arbitro: | Giannoccaro (Lecce) |

|                        |           |                           |
| Corona 11’, 47’ (rig.) | Marcatori | 13’ Almiron 51’, 90’ Lodi |

| Arbitro: | Carlucci (Molfetta) |

|                                 |           |            |
| Floro Flores 3’, 7’ Sedivec 82’ | Marcatori | 28’ Corona |

| Arbitro: | Rocchi (Firenze) |

|            |           |                    |
| Myrtaj 81’ | Marcatori | 25’ (rig.) Maniero |

| Arbitro: | Palanca (Roma) |

|            |           |                                                    |
| Corona 23’ | Marcatori | 9’, 50’ Bellotto 27’ Galeoto 69’ (rig.) Dall'Acqua |

| Arbitro: | Cruciani (Pesaro) |

|                                |           |            |
| Stellone 45+3’, 52’ Milito 76’ | Marcatori | 89’ Corona |

| Arbitro: | Pantana (Macerata) |

|               |           |           |
| Ottonello 58’ | Marcatori | 66’ Iunco |

| Arbitro: | De Marco (Chiavari) |

|                            |           |                                 |
| Frick 27’, 39’ Jimenez 59’ | Marcatori | 85’ Arcadio 90+1’ (rig.) Corona |

### Coppa Italia

#### Fase a gironi
| Arbitro: | Banti (Livorno) |

|                           |           |  |
| Ferrante 23’ Vugrinec 50’ | Marcatori |  |

| Arbitro: | P.S. Mazzoleni (Bergamo) |

|                   |           |              |
| Corona 39’ (rig.) | Marcatori | 28’ Rastelli |

| Arbitro: | Tagliavento (Terni) |

|                             |           |               |
| Ferrarese 13’ Palladino 41’ | Marcatori | 36’ Cammarata |